# Manifiesto Fascista
El Manifiesto de los Fasces Italianos de Combate (en italiano: Il manifesto dei fasci italiani di combattimento), comúnmente conocido como el Programa de San Sepulcro, o el Manifiesto Fascista, fue la declaración del programa político redactado el 13 de mayo de 1919 por los Fasci Italiani di Combattimento ("Fasces Italianos de Combate"), movimiento fundado en Milán por Benito Mussolini en 1919 y un exponente temprano del fascismo. 
El Manifiesto fue el texto que configuró las bases del movimiento fascista y que más tarde se desarrollaría en el Manifiesto de Verona. Dicha obra fue coescrita por el padre del nacionalsindicalismo, Alceste de Ambris, y por el poeta futurista Filippo Tommaso Marinetti.